# Xenokeryx

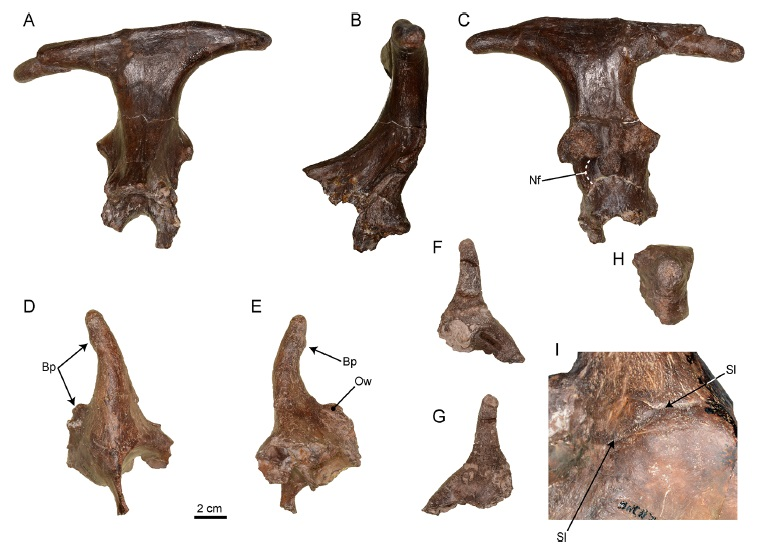
Черепні скам'янілості Xenokeryx

Xenokeryx («дивний ріг» грецькою) — вимерлий рід жуйних, відомий з міоцену Європи. Типовий вид, Xenokeryx amidalae, був знайдений у центральній Іспанії та має унікальний Т-подібний виступ у верхній частині голови. Видовий епітет amidalae вказує на персонажа Падме Амідала з фільмів «Зоряні війни» «через разючу схожість потиличного відростка Ксенокерикса з однією із зачісок, які вищезгаданий персонаж показує в повнометражному фільмі «Прихована загроза».